# رمنیکو سره
شهر رمنیکو سره (به رومانیایی: Râmnicu Sărat) در شهرستان بوزئو در کشور رومانی واقع شده‌است. جمعیت این شهر ۳۸٬۸۰۵ نفر  است.

## نگارخانه

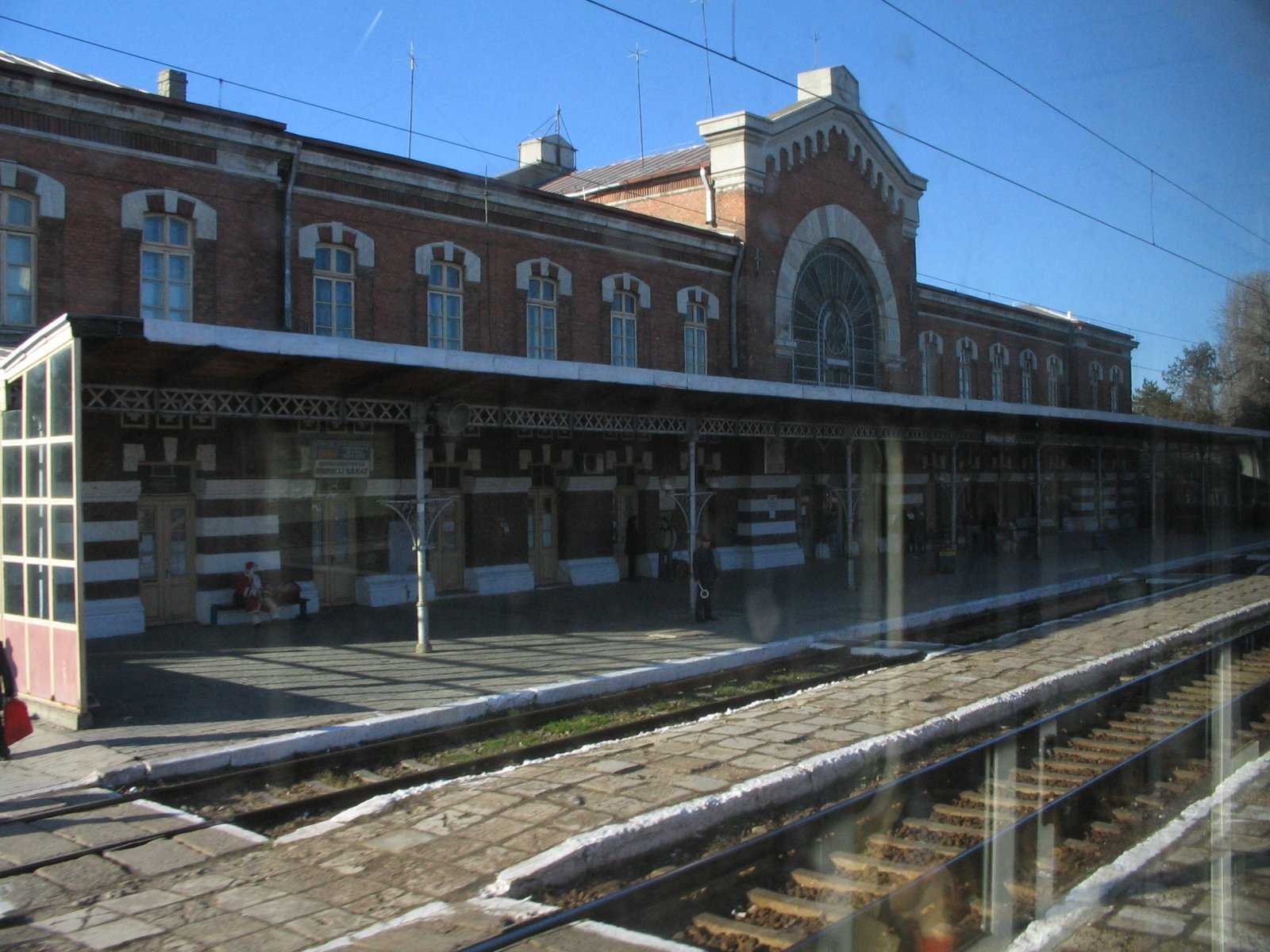
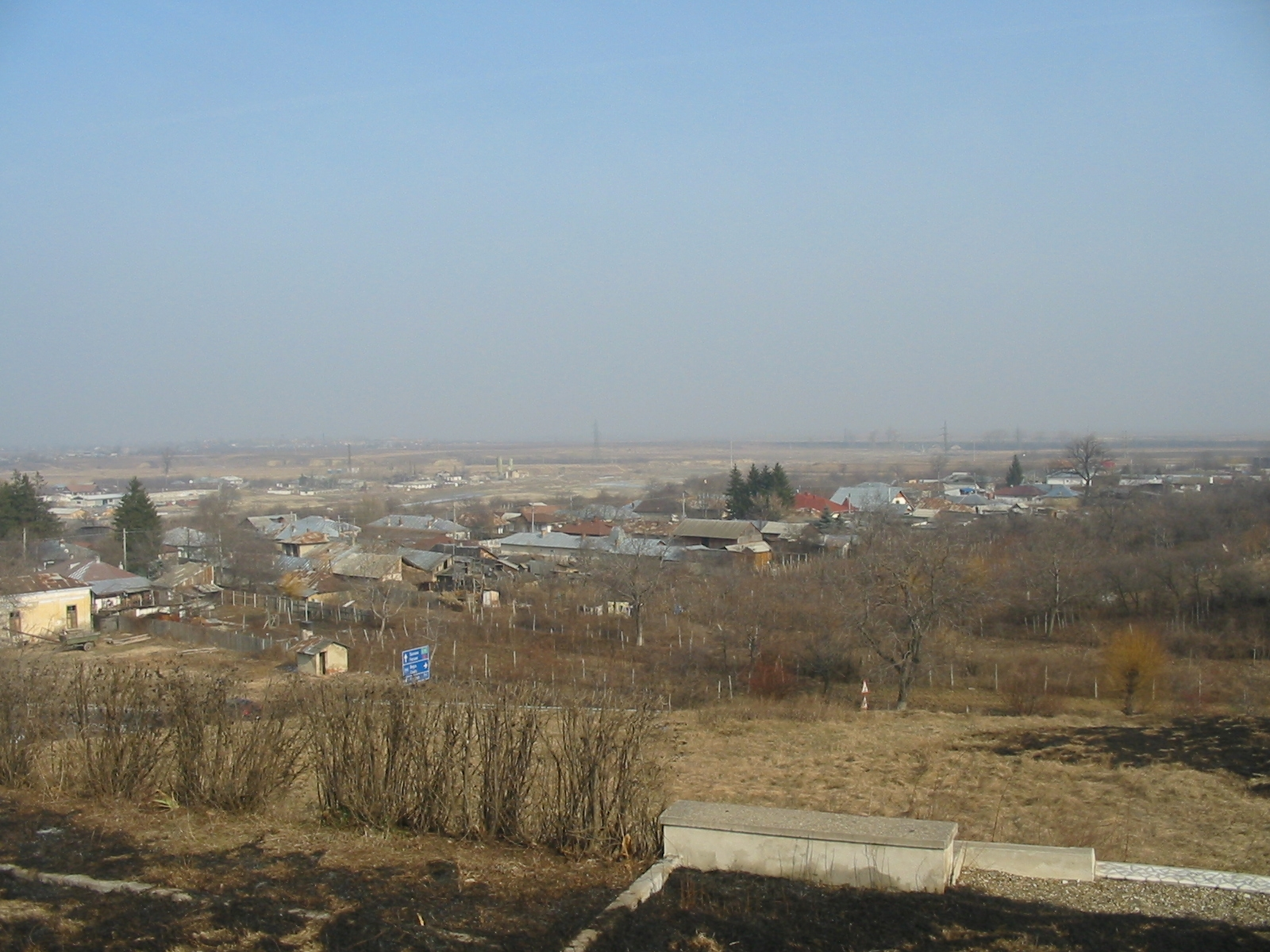
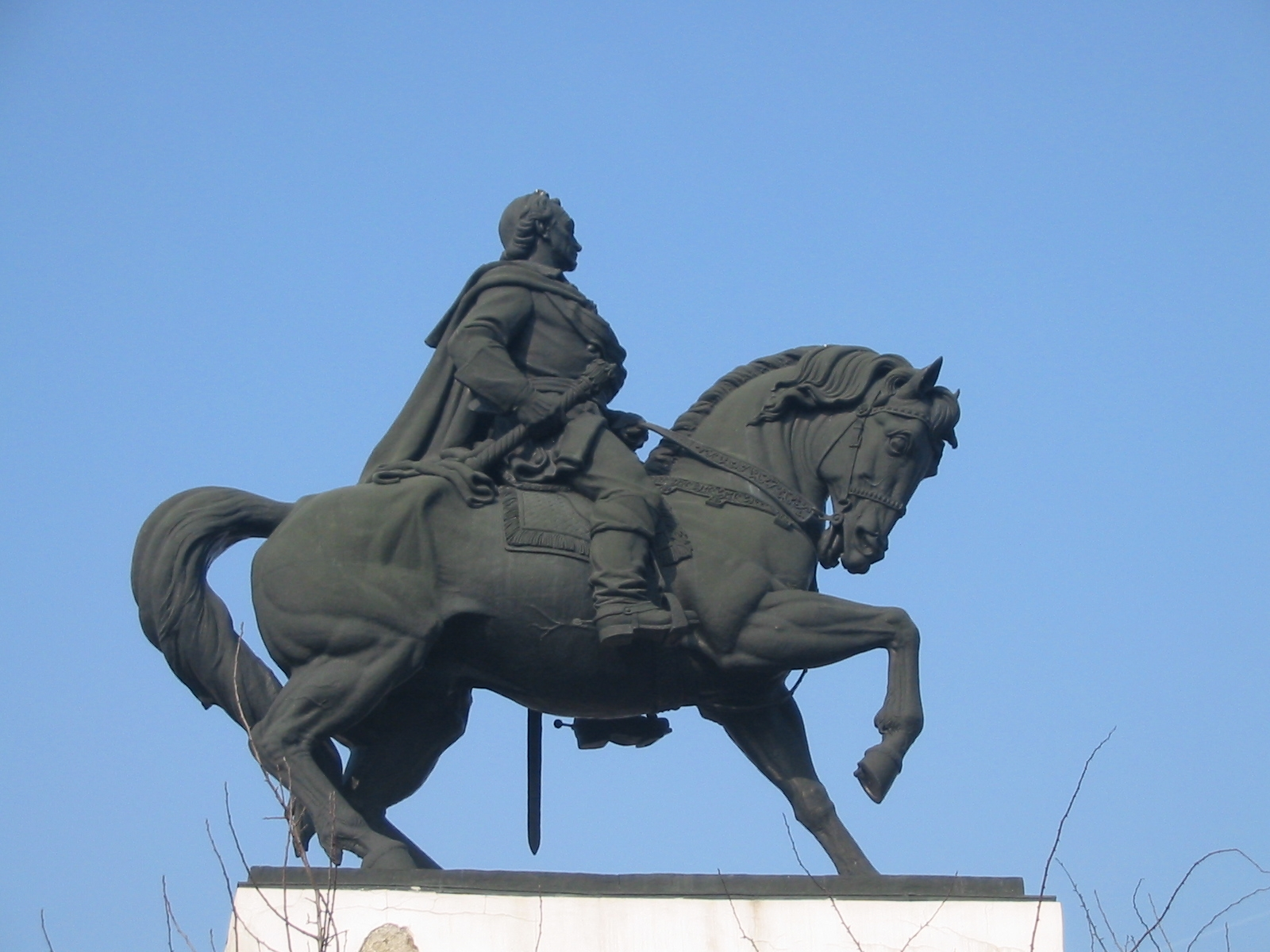
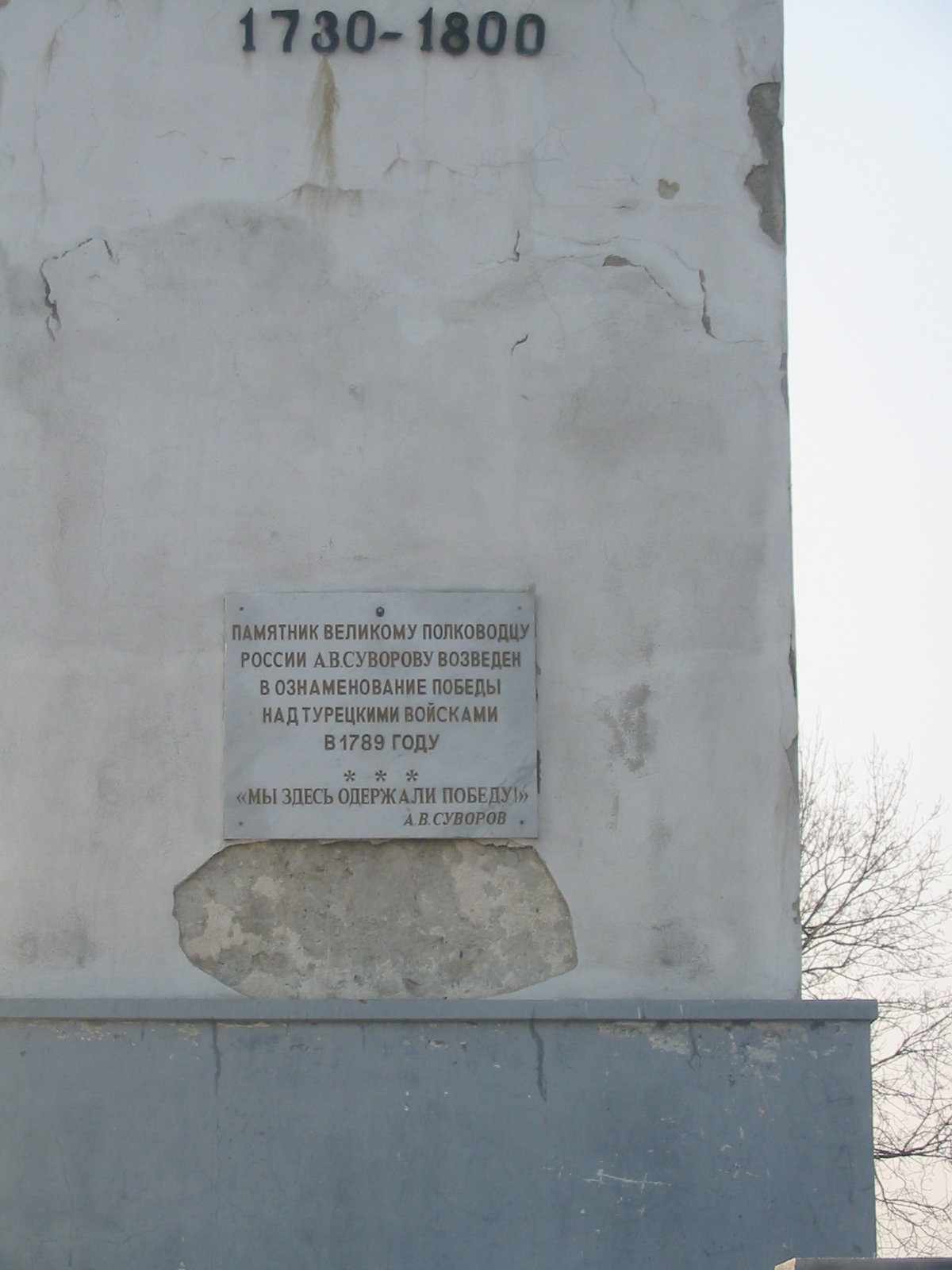
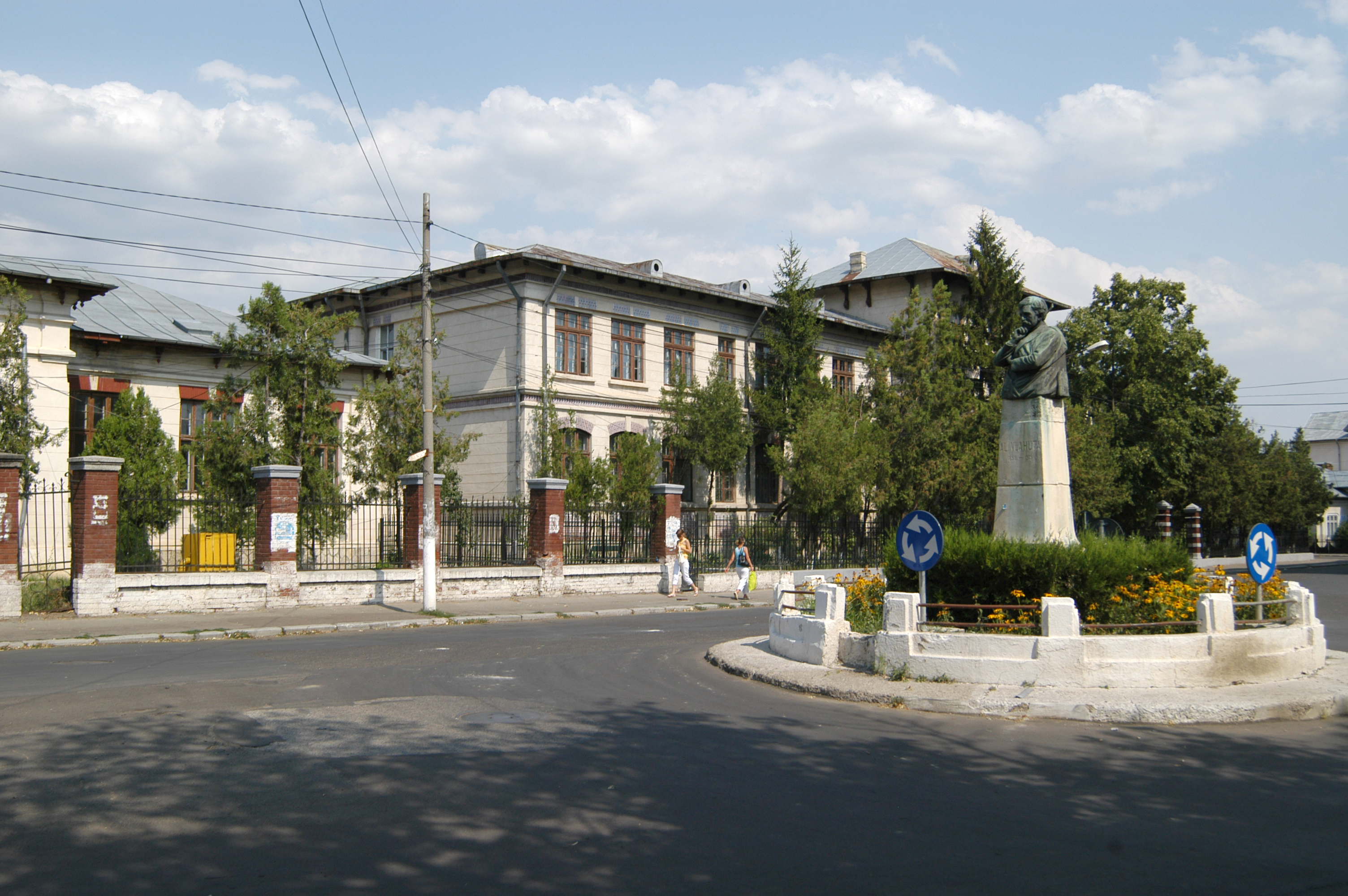
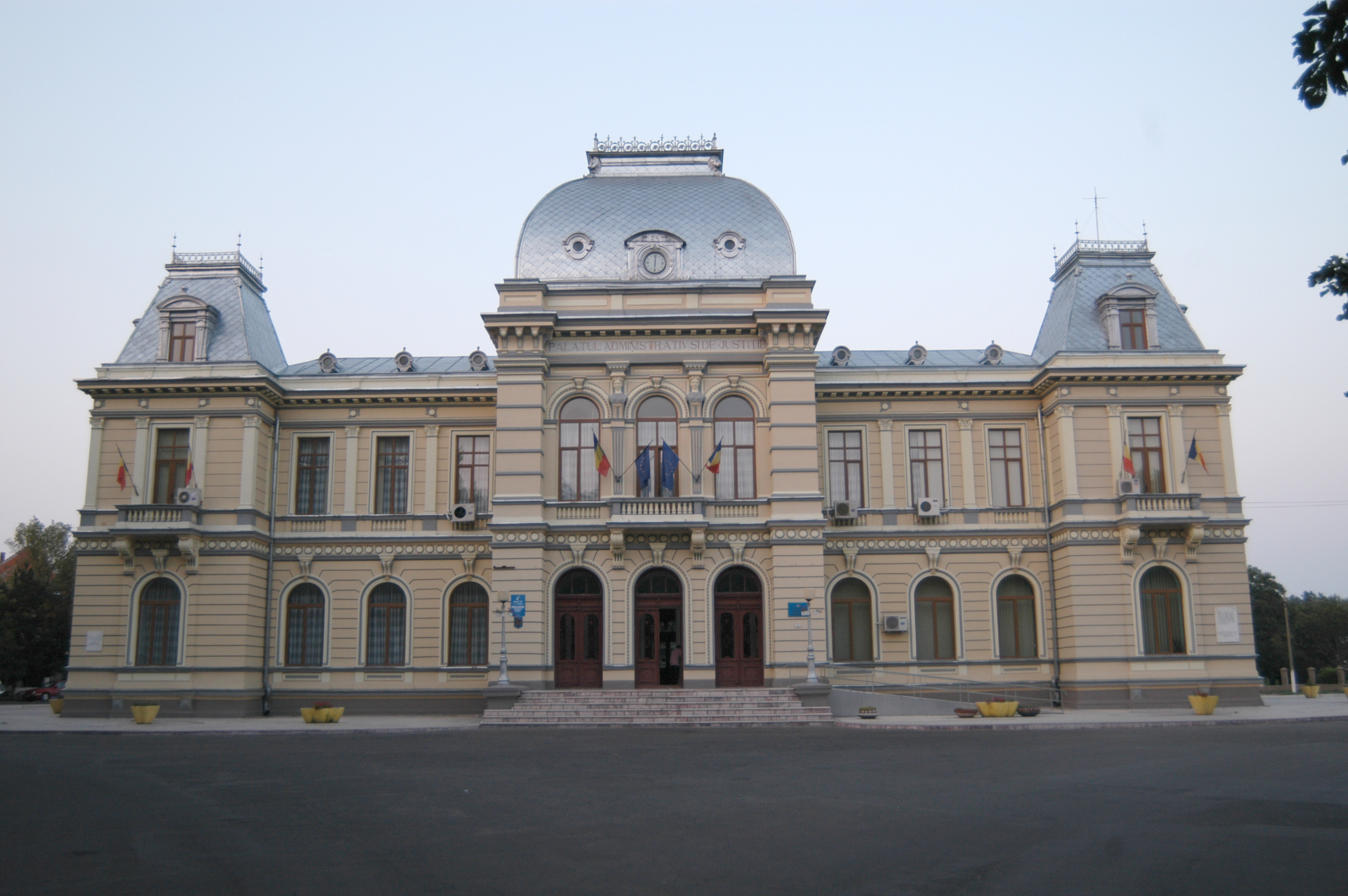